# 윤상훈
윤상훈(본명: 박상훈, 1978년 1월 10일 ~ )은 대한민국의 가수, 싱어송라이터, 음악 프로듀서, 배우이다. 음악 그룹 멜로 브리즈의 일원으로 활동하고 있다. 연기자 박근형의 2남 1녀 중 막내이다. 중학교 1학년 때 오스트레일리아로 유학을 갔고 2006년 귀국했다.

## 학력
- 뉴사우스웨일스 대학교 소프트웨어엔지니어링 중퇴

## 디스코그래피

### 싱글 앨범
- 《Daddy Daddy》 (2014년)
- 《Don`t you cry》 (2014년)
- 《춥다》 (2015년)
- 《One》 (2015년) (With 박근형)

### 멜로브리즈
- 《1st Wind》 (2004년)
- 《Wind: Melo Breez》 (2005년)
- 《무드셀라 증후군》 (2006년)
- 《Melo Breeze Is Brewing》 (2008년)

## 가수 외 활동

### 연극
- 《나쁜 자석》(2009년)
- 《국화꽃향기》 (2011년)

### 드라마
- 《이웃집 웬수》 (2010년, SBS) - 성규 역
- 《괜찮아, 아빠딸》 (2010 ~ 2011년, SBS) - 신선도 역
- 《판다양과 고슴도치》 (2012년, 채널A) - 조견우 역
- 《드라마의 제왕》 (2012년, SBS) - 박석현 역
- 《황금의 제국》 (2013년, SBS) - 오상구 역
- 《천국의 눈물》 (2014년, MBN) - 차 비서 역
- 《앵그리맘》 (2015년, MBC) - 고복수 역
- 《라스트》 (2015년, JTBC) - 최군 역
- 《송곳》 (2015년, JTBC) - 검사 역
- 《크리미널 마인드》 (2017년, tvN) - 장진환 역
- 《사랑의 불시착》(2019년,TVN) - 오과장 역
- 《힙하게》 (2023년, SBS) - 강 형사 역

### 영화
- 《귀향》 (2009년) - 성찬 역
- 《헬로》 (2011년) - 라이먼 역
- 《카트》 (2014년) - 법무팀원 역
- 《장수상회》 (2015년) - 웨이터 역
- 《조선명탐정: 흡혈괴마의 비밀》 (2018년) - 젊은 김신 역